# Giovanni Crociata
Giovanni Crociata, né le 11 août 1997 à Palerme en Italie, est un footballeur italien, qui évolue au poste de milieu de terrain au Calcio Lecco 1912.

## Biographie

### Jeunesse et formation
Natif de Palerme en Italie, Giovanni Crociata est repéré à l'âge de 14 ans par le AC Milan qu'il rejoint en 2011. Il signe son premier contrat professionnel le 1er avril 2016 avec son club formateur.

### Brescia Calcio
Le 18 juillet 2016 Crociata est prêté au Brescia Calcio pour la saison 2016-2017. Il y retrouve Cristian Brocchi, le coach de Brescia, qu'il a connu lorsqu'il entraînait la Primavera du Milan AC. Il débute en professionnel le 10 septembre 2016 en entrant en jeu contre l'AC Pérouse, en Serie B, les deux équipes font match nul (1-1).

### FC Crotone
Pas conservé par le AC Milan après son prêt à Brescia, Crociata s'engage le 2 août 2017 en faveur du FC Crotone, qui lui fait découvrir la Serie A. Il joue son premier match dans l'élite du football italien le 27 août suivant face à l'Hellas Vérone, où il entre en cours de partie. Le match se solde par un match nul (0-0).
En janvier 2019 il est prêté jusqu'au mois de juin au Carpi FC 1909, dans le même temps Zinédine Machach fait le chemin inverse.

### Empoli et prêts
Le 20 janvier 2021, Giovanni Crociata est prêté à l'Empoli FC. Il se fait notamment contre le L.R. Vicence, le 15 août 2021 en coupe d'Italie, en marquant un but sur coup franc direct. Il participe ainsi à la victoire de son équipe (4-2 score final). 
Le 31 août 2021 il est prêté pour une saison à la SPAL.
Le 10 janvier 2023, Crociata est de nouveau prêté, cette fois à l'AS Cittadella jusqu'à la fin de la saison.

## Statistiques
| Saison                | Club                  | Championnat           | Championnat | Championnat | Championnat | Coupe(s) nationale(s) | Coupe(s) nationale(s) | Coupe(s) nationale(s) | Total | Total | Total |
| Saison                | Club                  | Division              | M.          | B.          | P.d.        | M.                    | B.                    | P.d.                  | M.    | B.    | P.d.  |
| 2016-2017             | Brescia Calcio (prêt) | Serie B               | 19          | 1           | 2           | -                     | -                     | -                     | 19    | 1     | 2     |
| Sous-total            | Sous-total            | Sous-total            | 19          | 1           | 2           | -                     | -                     | -                     | 19    | 1     | 2     |
| 2017-2018             | FC Crotone            | Serie A               | 11          | 1           | 0           | 1                     | 0                     | 0                     | 12    | 1     | 0     |
| 2018-2019             | FC Crotone            | Serie B               | 5           | 0           | 0           | 1                     | 0                     | 1                     | 6     | 0     | 1     |
| 2019-2020             | FC Crotone            | Serie B               | 30          | 5           | 3           | -                     | -                     | -                     | 30    | 5     | 3     |
| 2020-2021             | FC Crotone            | Serie A               | 2           | 0           | 0           | 1                     | 0                     | 0                     | 3     | 0     | 0     |
| Sous-total            | Sous-total            | Sous-total            | 48          | 6           | 3           | 3                     | 0                     | 1                     | 51    | 6     | 4     |
| 2018-2019             | Carpi FC 1909 (prêt)  | Serie B               | 9           | 1           | 2           | -                     | -                     | -                     | 9     | 1     | 2     |
| Sous-total            | Sous-total            | Sous-total            | 9           | 1           | 2           | -                     | -                     | -                     | 9     | 1     | 2     |
| 2020-2021             | Empoli FC             | Serie B               | 12          | 0           | 1           | -                     | -                     | -                     | 12    | 0     | 1     |
| 2021-2022             | Empoli FC             | Serie A               | 1           | 0           | 0           | 1                     | 1                     | 0                     | 2     | 1     | 0     |
| Sous-total            | Sous-total            | Sous-total            | 13          | 0           | 1           | 1                     | 1                     | 0                     | 14    | 1     | 1     |
| 2021-2022             | SPAL (prêt)           | Serie B               | 24          | 0           | 1           | -                     | -                     | -                     | 24    | 0     | 1     |
| Sous-total            | Sous-total            | Sous-total            | 24          | 0           | 1           | -                     | -                     | -                     | 24    | 0     | 1     |
| 2022-2023             | FC Südtirol (prêt)    | Serie B               | 5           | 0           | 0           | -                     | -                     | -                     | 5     | 0     | 0     |
| Sous-total            | Sous-total            | Sous-total            | 5           | 0           | 0           | -                     | -                     | -                     | 5     | 0     | 0     |
| 2022-2023             | AS Cittadella (prêt)  | Serie B               | 16          | 6           | 1           | -                     | -                     | -                     | 16    | 6     | 1     |
| Sous-total            | Sous-total            | Sous-total            | 16          | 6           | 1           | -                     | -                     | -                     | 16    | 6     | 1     |
| 2023-2024             | Calcio Lecco 1912     | Serie B               | 24          | 1           | 1           | -                     | -                     | -                     | 24    | 1     | 1     |
| Sous-total            | Sous-total            | Sous-total            | 24          | 1           | 1           | -                     | -                     | -                     | 24    | 1     | 1     |
| Total sur la carrière | Total sur la carrière | Total sur la carrière | 158         | 15          | 9           | 4                     | 1                     | 1                     | 162   | 16    | 10    |

## Palmarès

### En club
| Empoli FC - Championnat d'Italie D2 - Champion en 2021 |